# Connectique
 (juin 2019).
Si vous disposez d'ouvrages ou d'articles de référence ou si vous connaissez des sites web de qualité traitant du thème abordé ici, merci de compléter l'article en donnant les références utiles à sa vérifiabilité et en les liant à la section « Notes et références ».

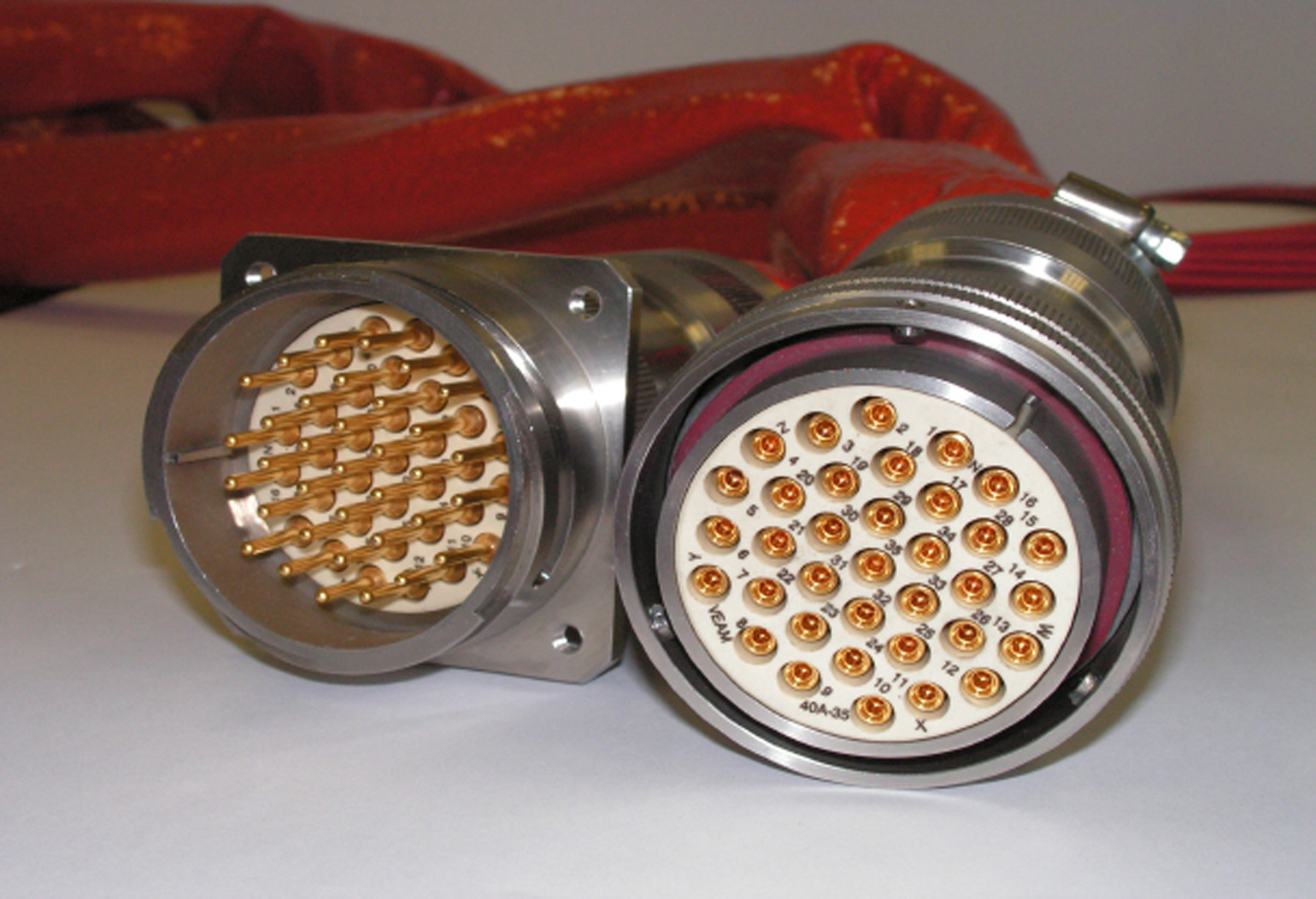
Connecteurs circulaires (mâle et femelle) à 35 pins.

La connectique désigne l’ensemble des procédés et techniques qui permettent d'établir une connexion fiable entre des systèmes électriques ou électroniques distincts. Elle est utile à la fois à la transmission de l'énergie et à celle des données.
Représentée par des connecteurs, ensembles parfois appelés fiches et prises, la connectique est omniprésente dans notre vie. La connectique permet par exemple de relier nos appareils ménagers au réseau électrique ou de faire communiquer les divers éléments de nos systèmes informatiques, audio ou vidéo.
Le défi des manufacturiers de connectique est de maximiser la standardisation des connexions afin d'en faciliter l'usage mais celle-ci ne doit pas se faire au détriment de la puissance ou de la fonctionnalité des appareils. Il est aussi important de limiter le risque d'erreurs de branchements pouvant mener à des courts-circuits en y intégrant des systèmes de détrompage.
Les connecteurs se trouvent typiquement placés en embout des câbles ou bien directement sur des cartes électroniques.
Il existe une très grande variété de connecteurs qui sont caractérisés par leurs types d’applications (électromécanique, électronique, télécommunications, informatique, transports…), leurs performances électriques (courant et tension applicable, résistance de contact et d'isolement…) et leurs performances mécaniques (solidité, dimensions, température d'utilisation, mode de raccordement…).

## Différents types de connectique

### Connecteurs d'alimentation
Il existe différents types de prises électriques de puissance, répondant à différentes normes. Leur but est d'assurer la transmission correcte d'un courant certain, sans arc électrique, ni résistances parasites, tout en garantissant la sécurité de la personne qui effectue la connexion. Très souvent les prises comportent un conducteur de sécurité (la terre), lequel est connecté en premier et déconnecté en dernier. Les prises de puissance peuvent être spécialisées par certains critères techniques. Par exemple certaines prises utilisées en extérieur seront étanches, d'autres utilisées dans des environnements explosifs contiendront des chambres de confinement pour limiter le risque d'explosion créé lors d'une connexion à chaud, d'autres ont tout simplement des parties servant à maintenir le câble solidaire mécaniquement de la prise pour ne jamais exercer une force de traction sur la partie connexion électrique. Actuellement, même les points lumineux des logements et bureaux doivent être munis de connecteurs de sécurité.

Différents types de prises
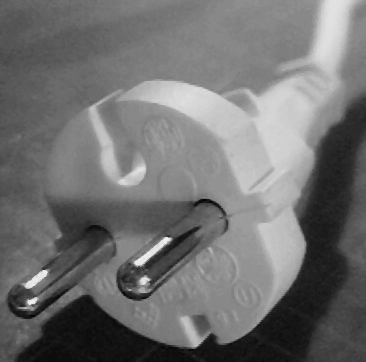
Prise mâle 16 A monophasé sans terre (domestique).
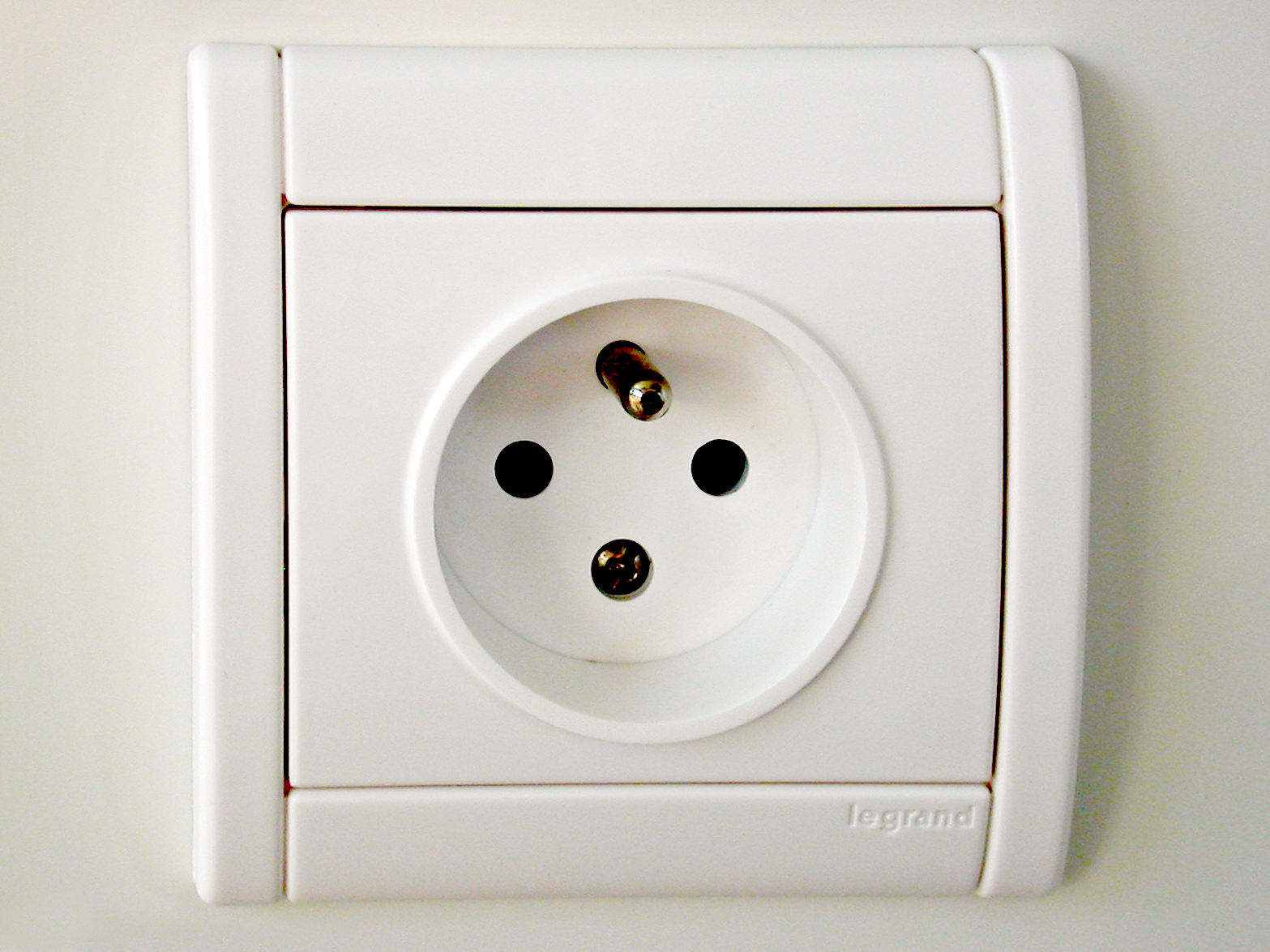
Prise femelle 16 A avec terre (domestique).
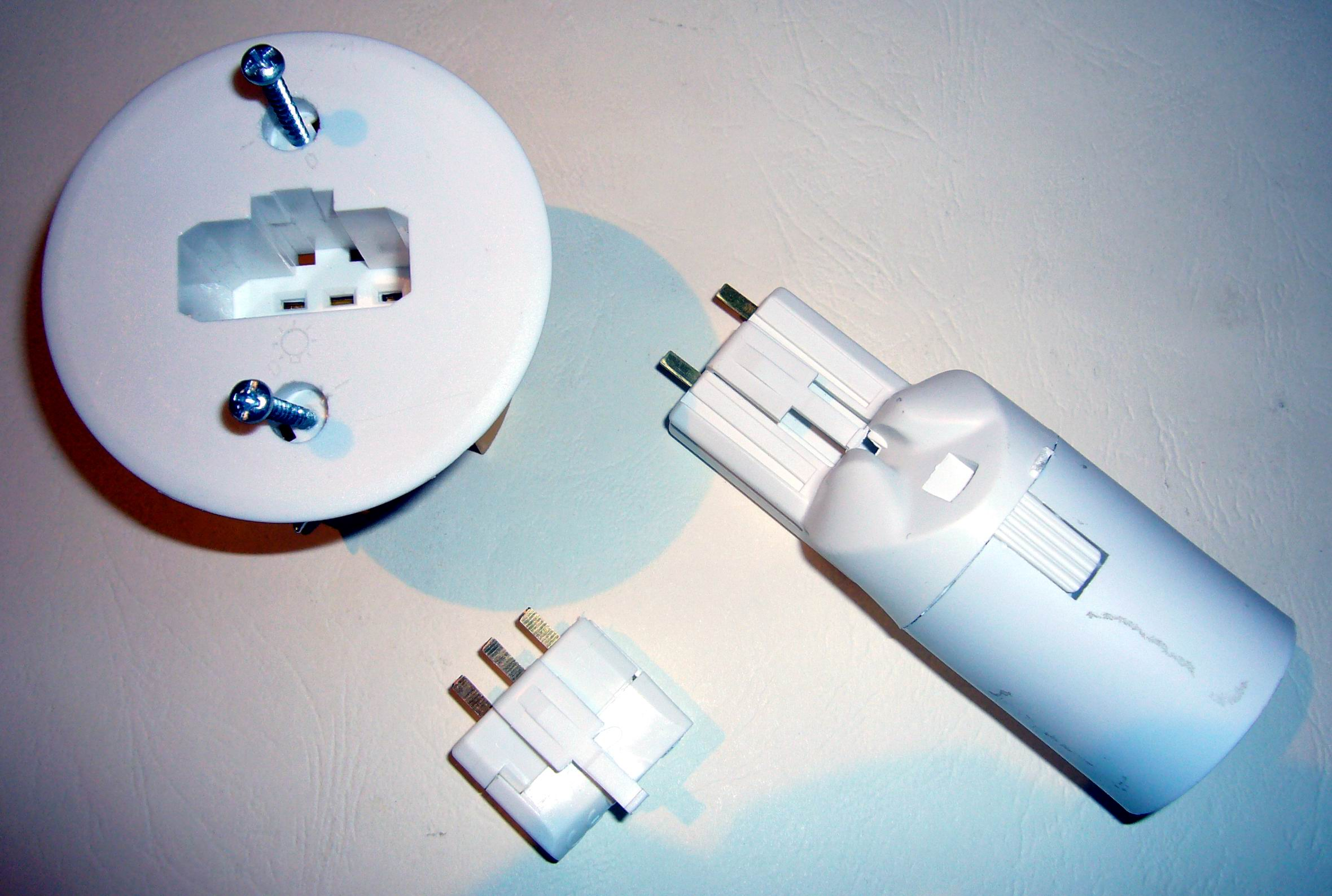
Connecteur DCL (domestique).
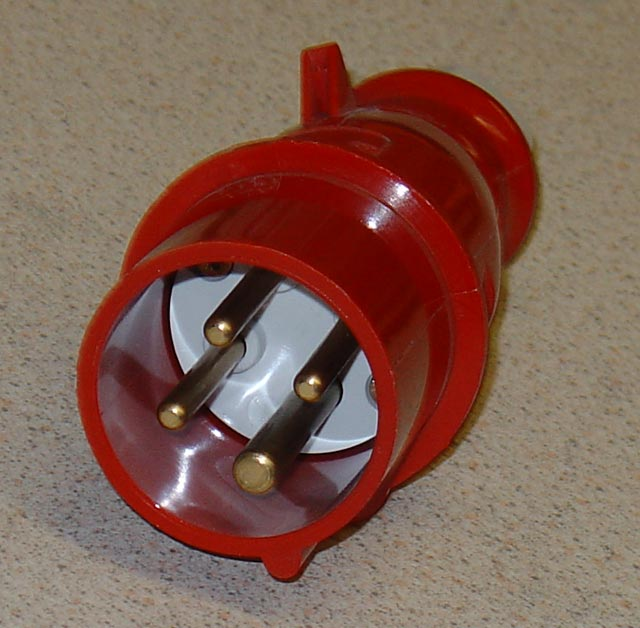
Prise mâle 16 A triphasé (industrie).

- Connecteurs courant continu
- Connecteur d'appareillage, principalement utilisé pour alimenter les appareils portatifs
- MagSafe
- Connecteur de type domestiques et industriels légers: CEI 60320

Différents types de connecteurs
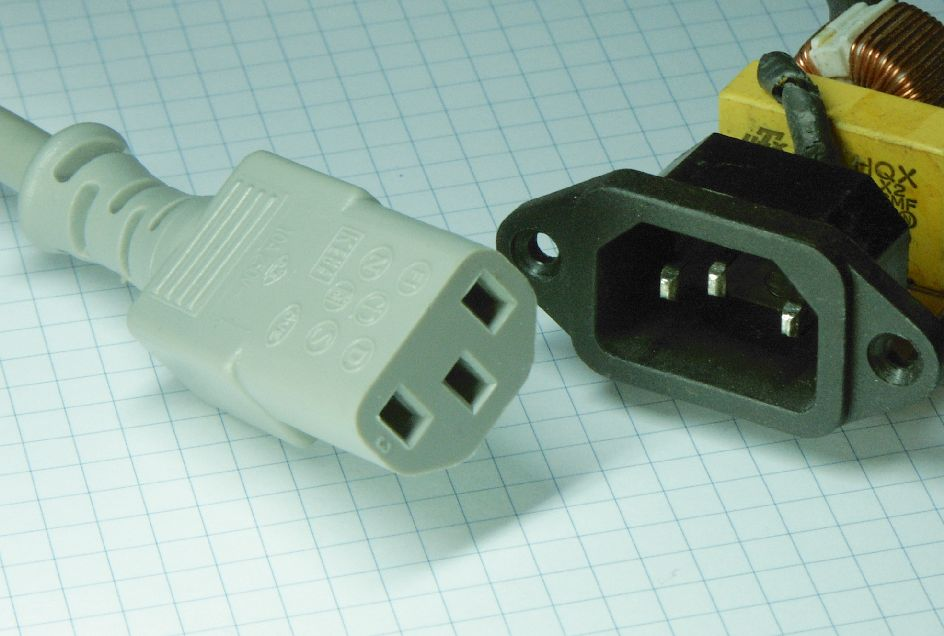
Connecteur secteur type CEE22
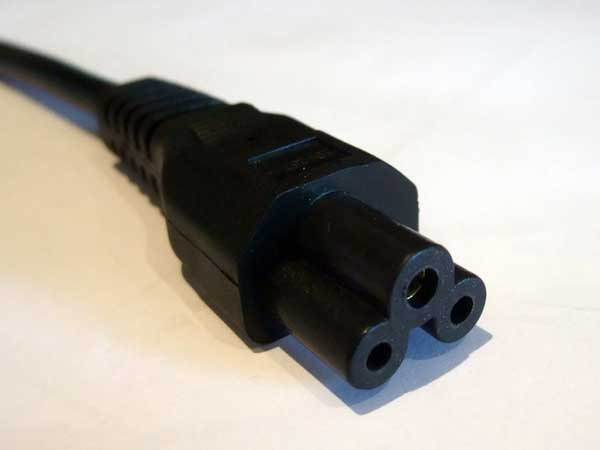
IEC C5
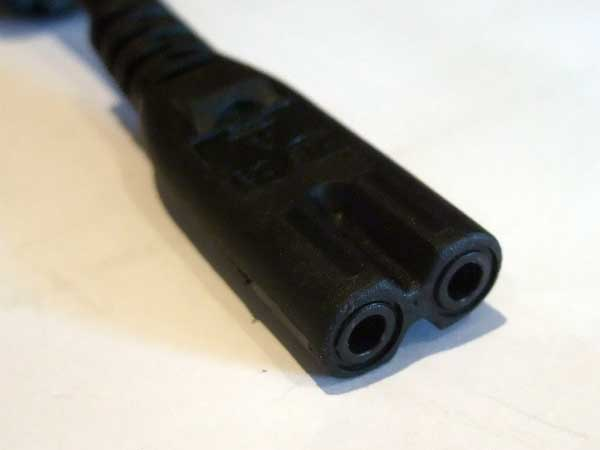
IEC C7

- Cosse sertie sur les fils multibrins, la cosse est conçue pour assurer une qualité de connexion maximale, tout en assurant un montage et un démontage sans problème. Sans cosse ou embout des brins peuvent sortir de la connexion et provoquer des courts-circuits avec les autres bornes. Certains modèles : Faston, Tube et Stocko Contact, offrent en plus un montage ainsi qu'un démontage ultra-rapides.

Différents types de cosses
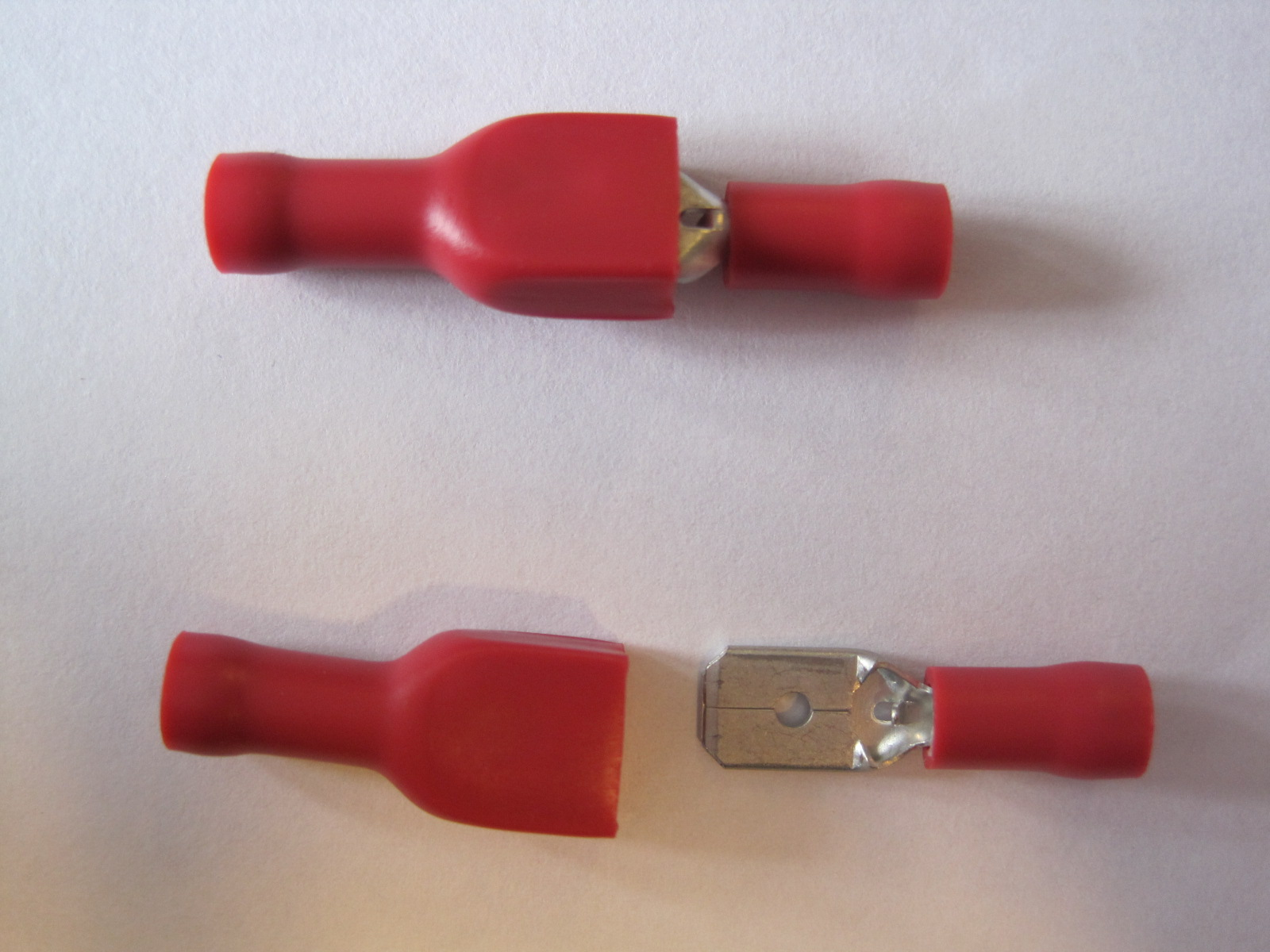
Cosses Faston : mâle et femelle
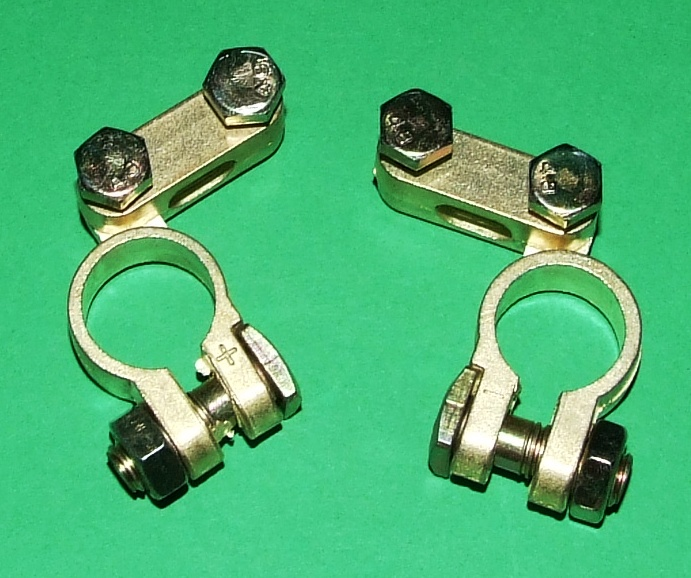
Cosses pour batterie d'automobile
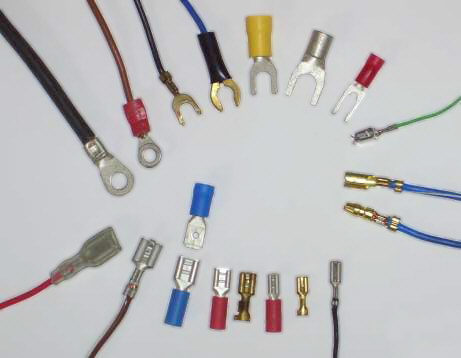
Différents types de cosses à sertir

- Bornier pour fixer, avec serrage du fil ou de la cosse, sous une plaque serrée par une vis, voire avec serrage directement sous le bout plat de la vis de pression.

Types de Borniers
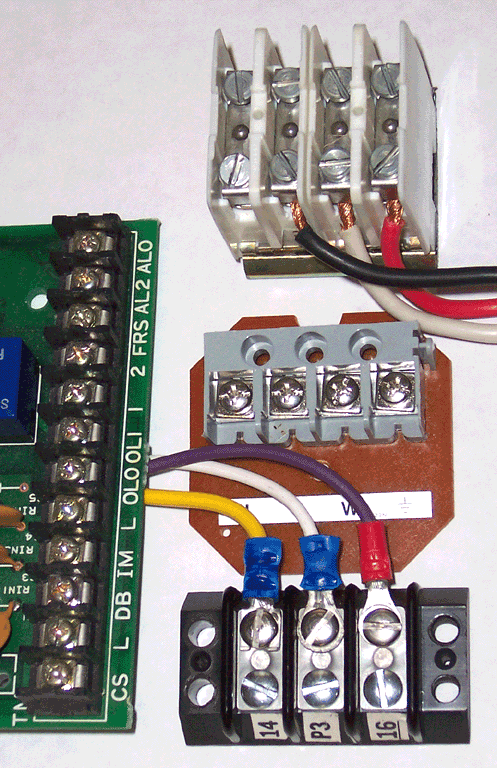
Connexions à vis
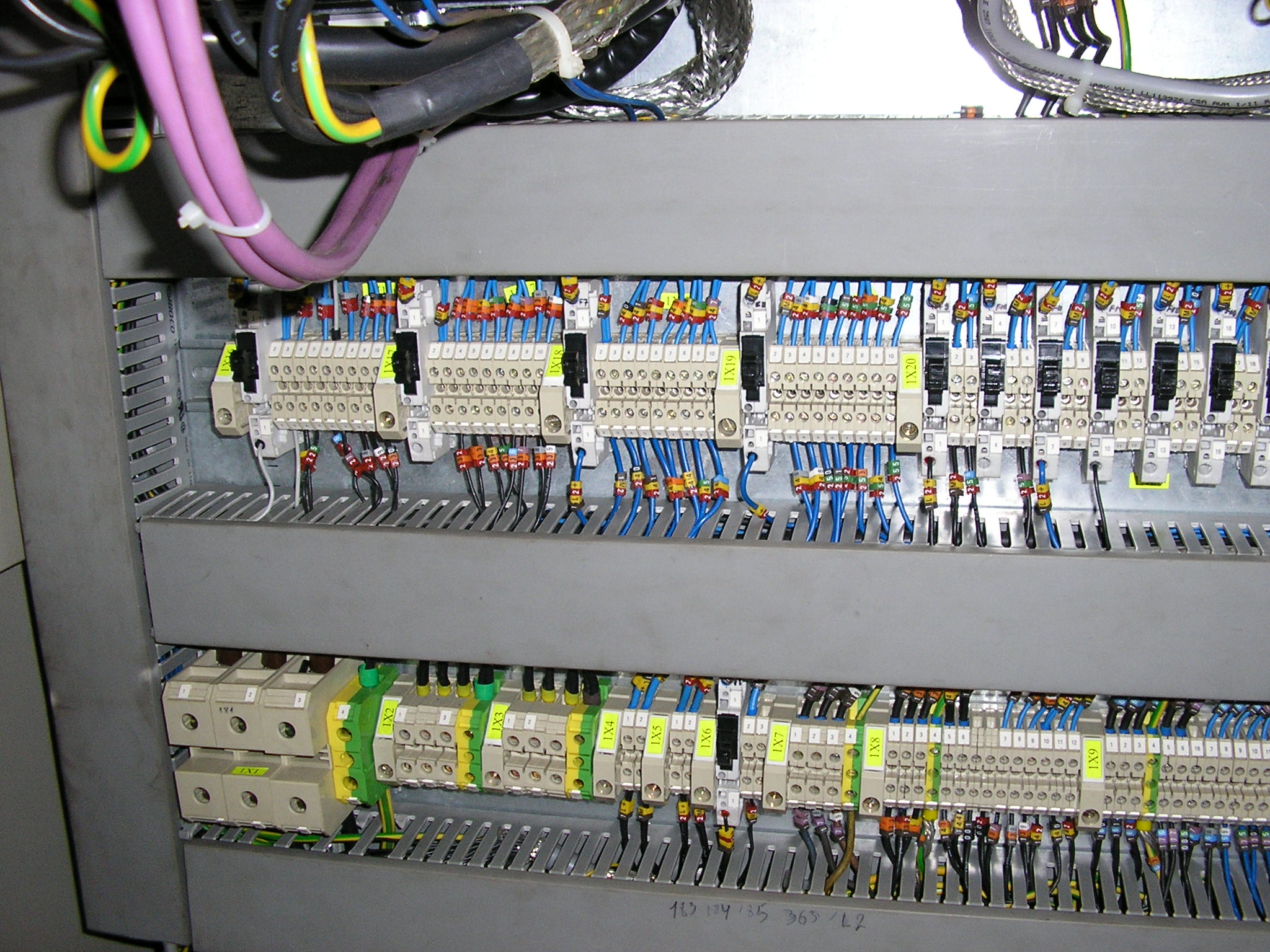
Connexions dans une armoire d'automate
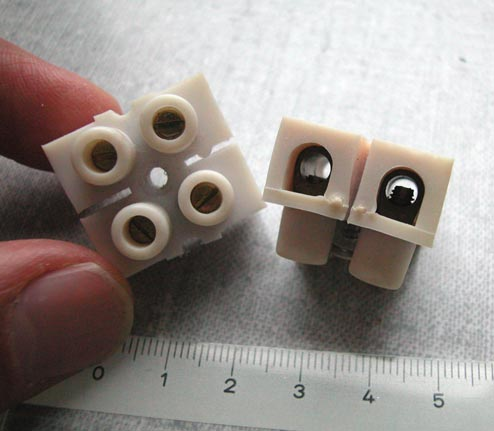
Barrette de connexion découpée (en « dominos » ou « sucres »)

- Bornier mobile isolé extérieurement, comprenant un tube en laiton muni de deux vis permettant de connecter ensemble plusieurs fils. Ce type de bornier est sécable à la demande, il permet des liaisons volantes que l'on protège par des boîtes en plastique. Ces borniers mobiles sont aussi appelés « domino », ou « sucre » par les électriciens.
- De plus en plus souvent on utilise des bornes sans vis (type Wago), la connexion est assurée par une lame ressort qui bloque le fil monobrin ou multibrin, contre une forme spéciale empêchant le retrait et assurant le contact électrique.

Raccordement et connecteurs
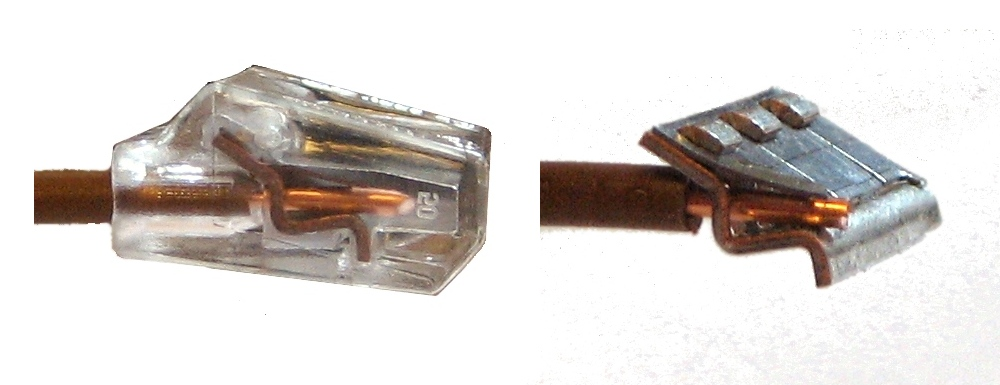
Vue éclatée borne Wago
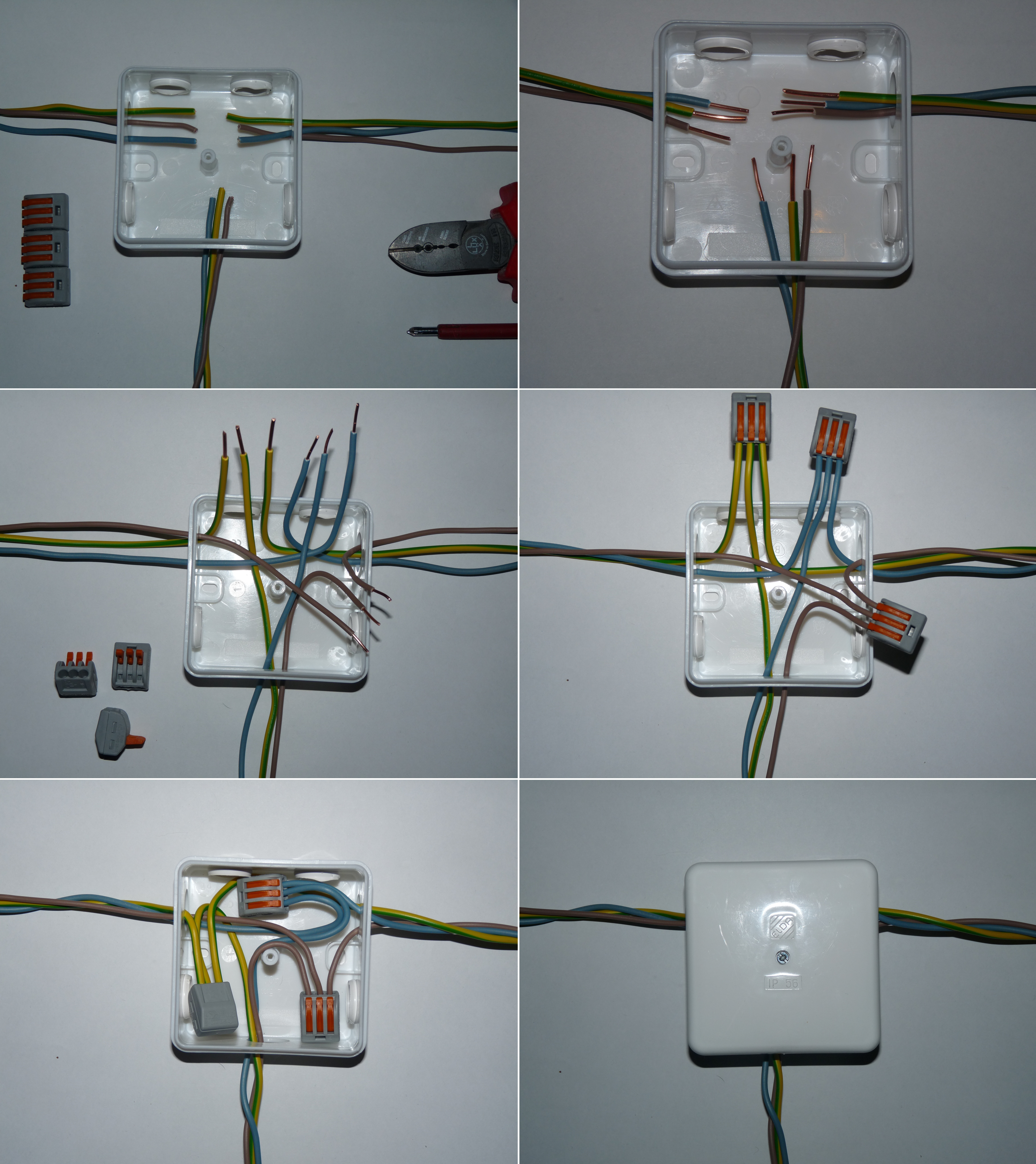
Raccordement d'une boite de jonction à l'aide de connecteurs de marque Wago
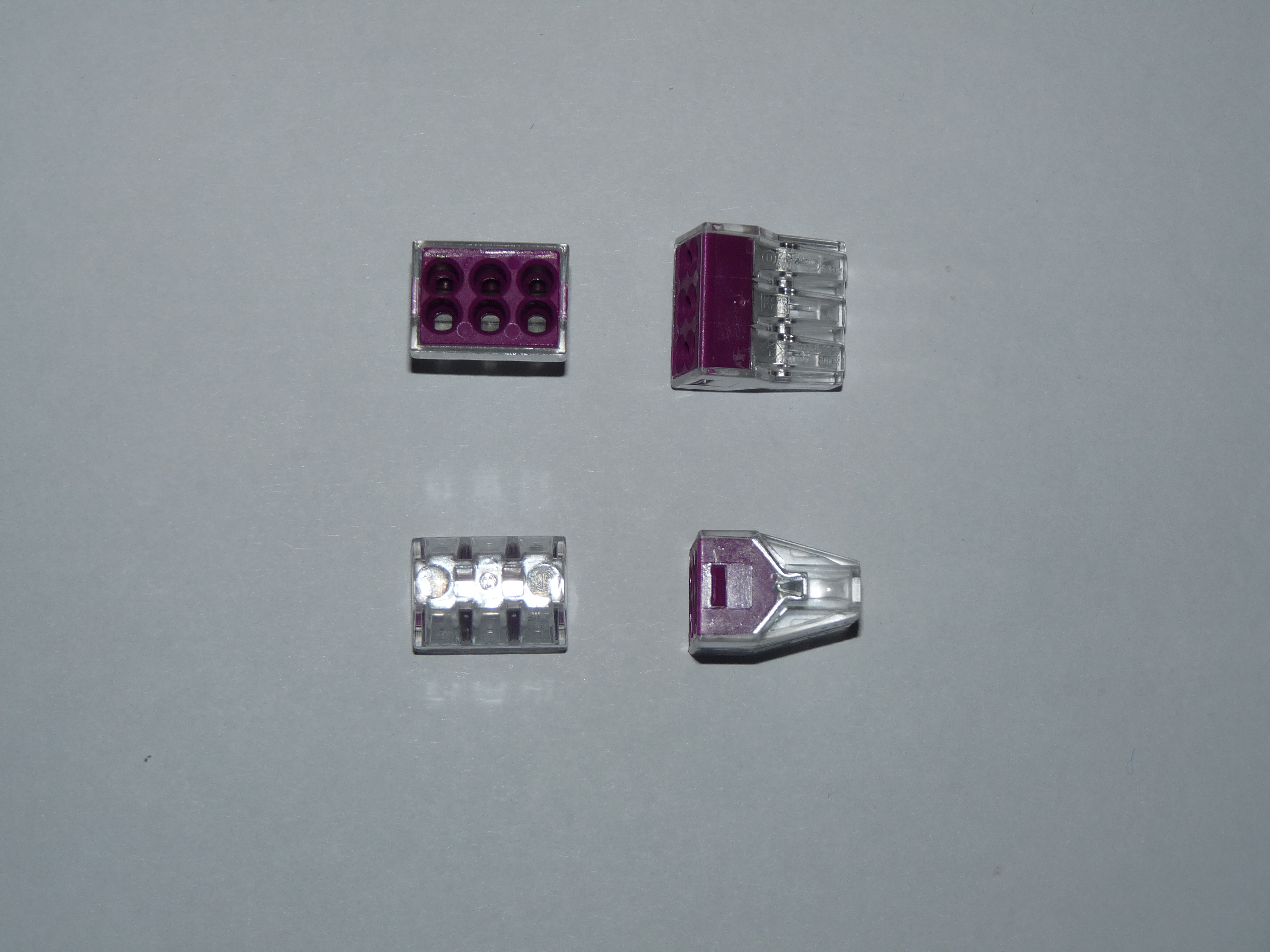
Connecteur à six conducteurs type Wago

### Connecteurs en électronique

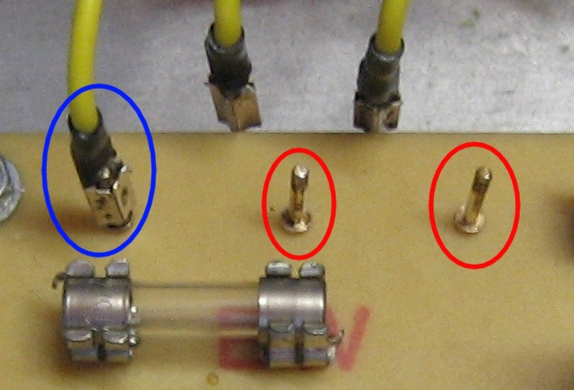
Picots et fiches femelles associées.

En électronique, on utilise différents types de câbles et connectiques choisis en fonction des applications (puissance, communication, commande, etc.) Parmi les plus utilisés, on peut citer :
- Picot
- Pince crocodile
- Broche Pogo
- Fiche 4 mm
- Cordon BNC

#### Connecteur carte à carte standard
- Pins header (version simple ou double rangée au pas de 1,27  à   2,54 mm)
- Socket (version simple ou double rangée au pas de 1,27  à   2,54 mm)

#### Connecteur carte à câble standard
- HE10
- HE13
- Mini Module (pas de 1.27 décalé) de type Wurth

### Connecteurs en informatique
Le domaine de la connectique est particulièrement développé en micro-informatique, les connecteurs y sont extrêmement diversifiés.

#### Sur lacarte mère
Au fil du temps, de nombreux types de connecteurs ont été ou sont encore utilisés :
- ISA
- EISA
- MCA
- VLB
- PCI
- PCI-X
- AGP
- PCI Express
- SAS (Serial Attached SCSI) destiné à remplacer le SCSI
- ATA ou IDE (Aussi appelé PATA ou P-ATA, avec des connecteurs de type IDC)
  - EIDE
  - ATAPI extension de l'ATA servant à connecter d'autres périphériques comme les lecteurs de CD/DVD
- SATA

#### Autres connecteurs internes
- SCSI
- Connecteurs Molex pour l'alimentation des périphériques et de la carte mère
- MPC3

#### Connecteurs externes

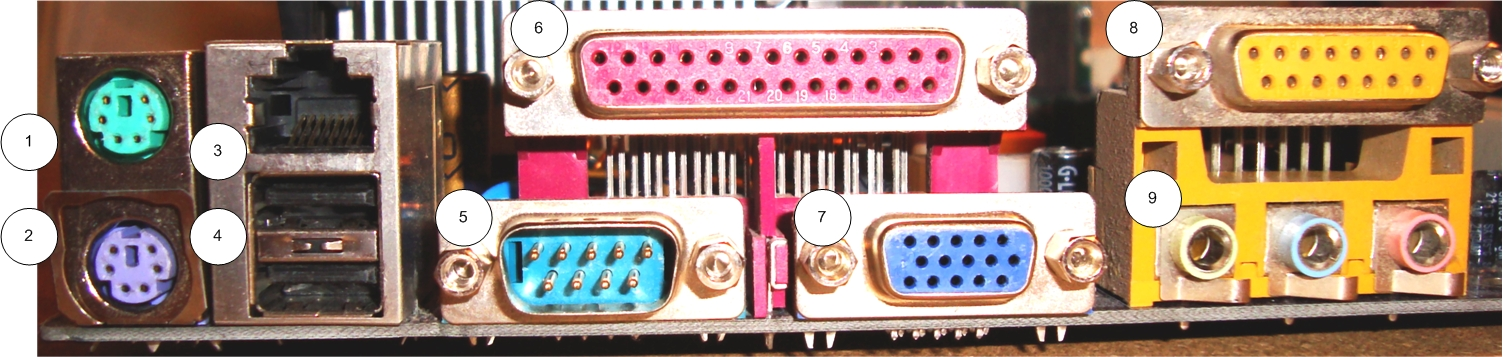
Connecteurs externes :
1 : Souris (Port PS/2)
2 : Clavier (Port PS/2)
3 : RJ45
4 : USB
5 : port COM
6 : port LPT
7 : VGA
8 : MIDI
9 : Audio mini-jack.

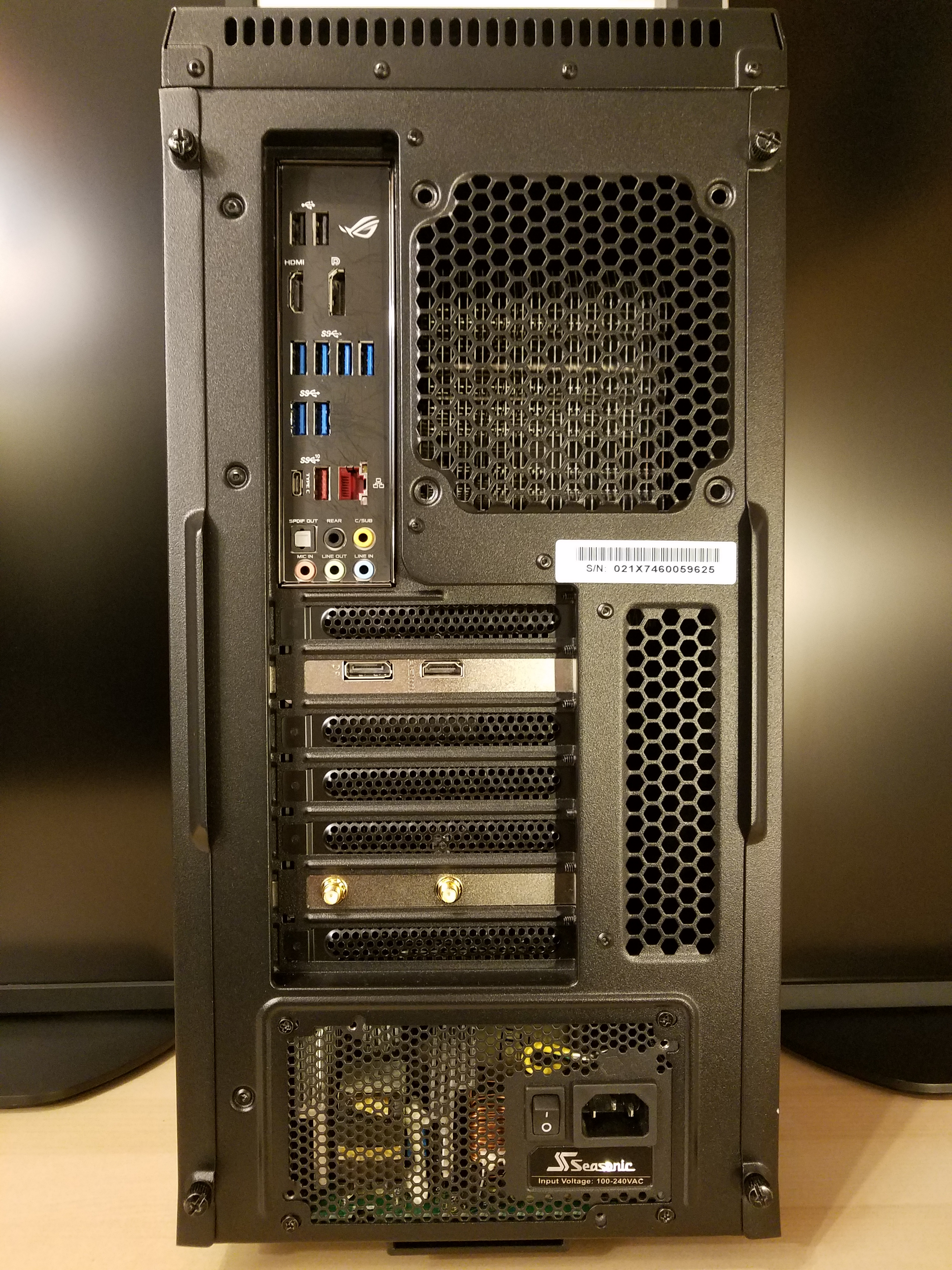
Connecteurs externes d'un ordinateur de 2018.

- la gamme D-sub, notamment utilisée jusqu'au début des années 2000 sur micro-ordinateurs pour les ports série et parallèle ;
- USB pour la connexion de différents périphériques (principalement les disques durs externes, clé USB, claviers, souris, appareil photo, caméra, etc.) réalisé par Intel. L'USB peut être de type 1.1, 2.0, 3.0 et 3.1.
  - USB Type-C (nom de code Light Peak) est destiné à remplacer tous les autres connecteurs externe au boîtier. Il combine la technologie Thunderbolt 3 d'Intel afin d'offrir la plus grande vitesse de transfert de donnés accessible au grand public. Il offre des débits atteignant 40 Gb/s et peut être utilisé pour brancher 2 écrans 4K ou un écran 8K avec DisplayPort 1.3 ;
- FireWire destiné à connecter des disques durs externes ;
- RJ45 pour les réseaux Ethernet et les prises téléphoniques (norme CEI 60603-7, appliquée en France depuis fin 2003) ;
- eSata pour la connexion des disques durs externes external SATA ;
- Connecteur fibre optique pour les équipements raccordés en fibre optique ;
- Connecteur HDMI ;
- Mini DisplayPort est utilisé pour l'acheminement de la vidéo via son propre format et peut aussi servir si l'appareil est compatible Thunderbolt 1 ou 2 à envoyer et recevoir des données. Le Mini DisplayPort ou DisplayPort compatible Thunderbolt ne peut utiliser les avantages du Thunderbolt 3. Apple a mis à disposition en 2017 des adapteurs Mini DisplayPort vers USB-C supportant le Thunderbolt 3 pour résoudre les problèmes de compatibilité entre périphériques. Ainsi une grande majorité d'appareils externes ayant le Thunderbolt 3 seront compatibles avec les ordinateurs Apple bloqués au Thunderbolt 2, ainsi les ordinateurs pourront bénéficier des vitesses du Thunderbolt 2 avec leur périphérique[2].

### Connecteurs en audio
Il existe une catégorie de connecteurs adaptés à la transmission de données audio, utilisés par exemple dans les appareils hi-fi :
- Connectique RCA, également utilisée pour la vidéo
- Connectique Jack
- Connectique DIN
- Connectique Speakon
- Connectique XLR
- TOSLINK : connecteur optique

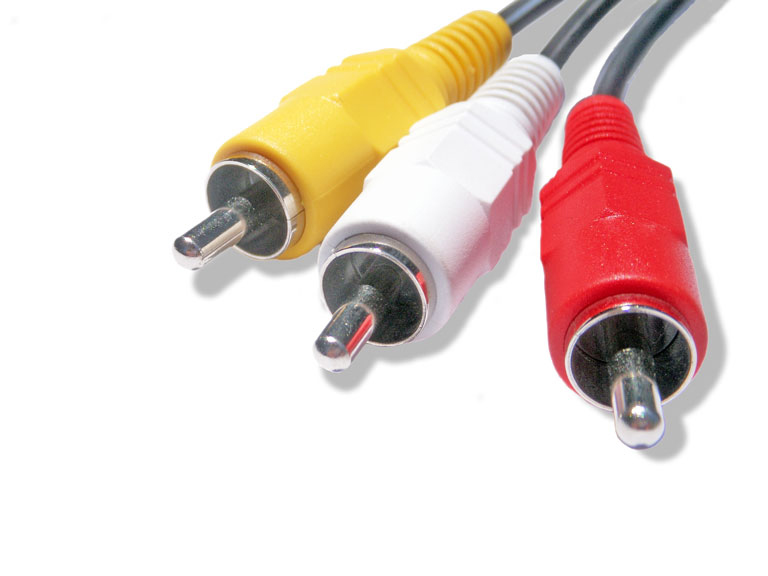
Connecteurs RCA
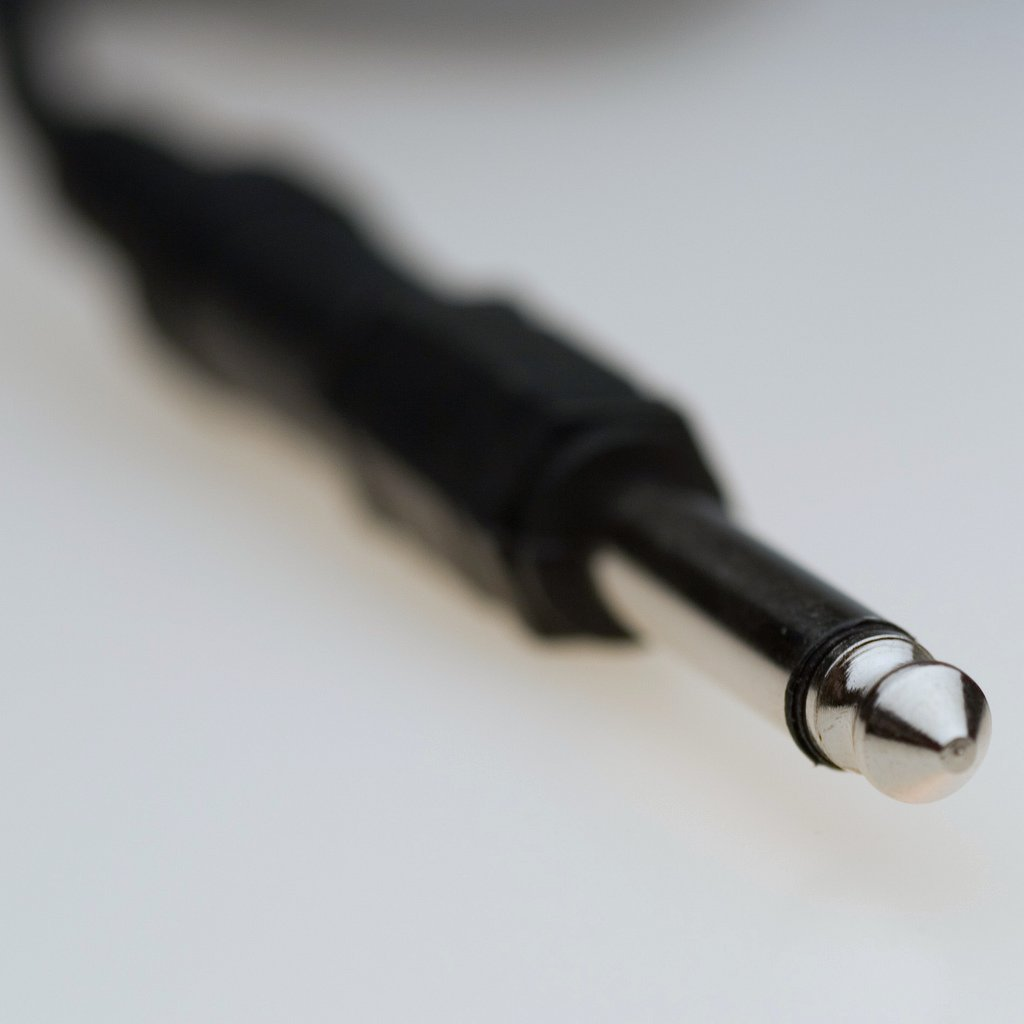
Connecteur jack
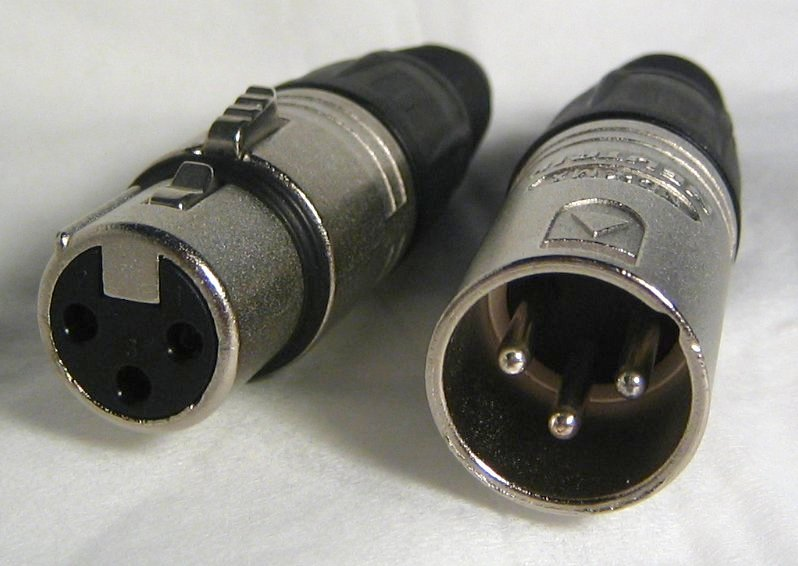
Connecteurs XLR femelle et mâle
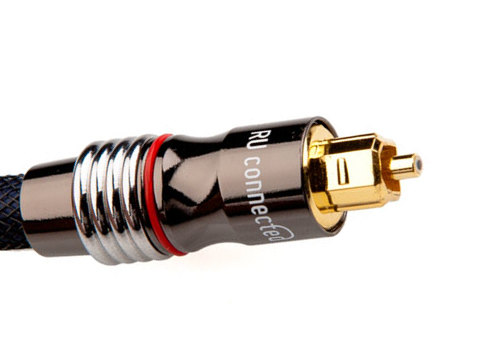
Connecteur optique TOSLINK

### Connecteurs en vidéo
Il existe différents types de connecteurs vidéo :
- Péritel
- S-Video
- RCA, également utilisé pour l'audio
- VGA
- DVI, parallèle et donc assez raide
- UDI
- USB-C (compatible Thunderbolt 3 et DisplayPort 1.3), est utilisé pour la vidéo 4K sur deux écrans et 8K.
- HDMI, également utilisé pour la vidéo (supporte maintenant l'audio et l'alimentation de périphériques)
- Mini-HDMI
- DisplayPort, également utilisé pour la vidéo
- Mini-DisplayPort
- Prise antenne TV
- BNC

Types de connecteurs audio/vidéo
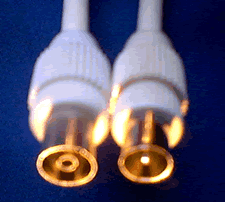
Connecteurs mâle et femelle sur câble coaxial 75 ohms.
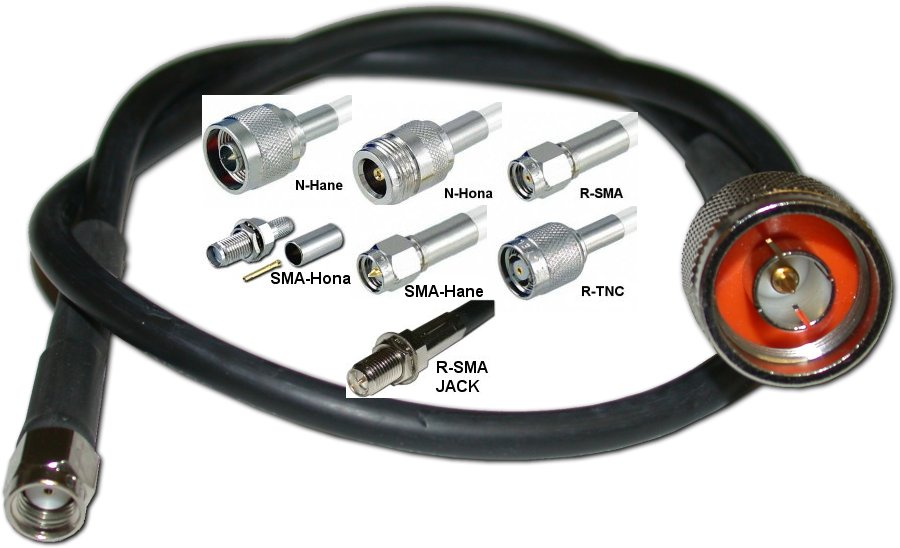
Connectique pour câble coaxial (antenne et parabole).
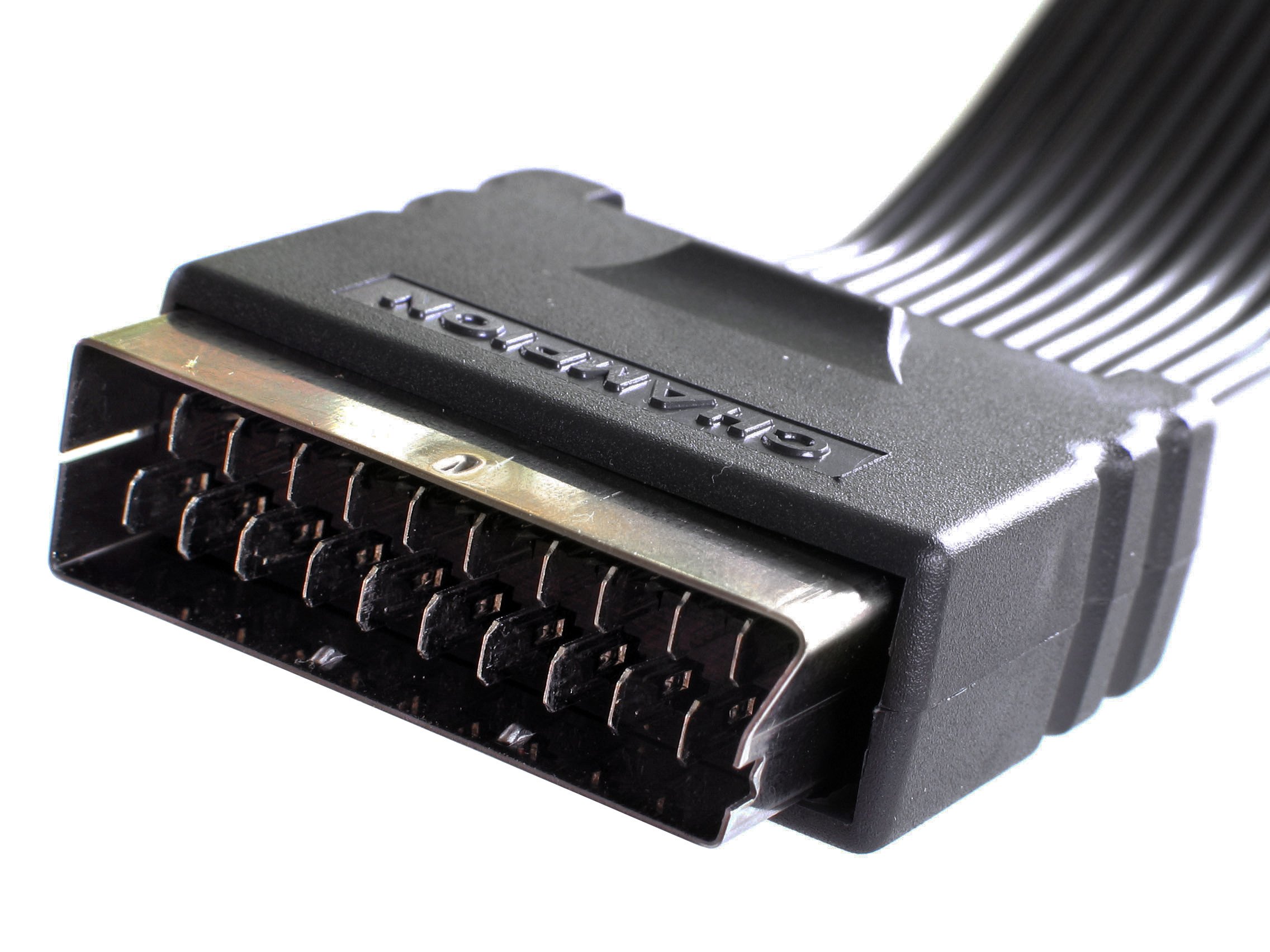
Prise Péritel
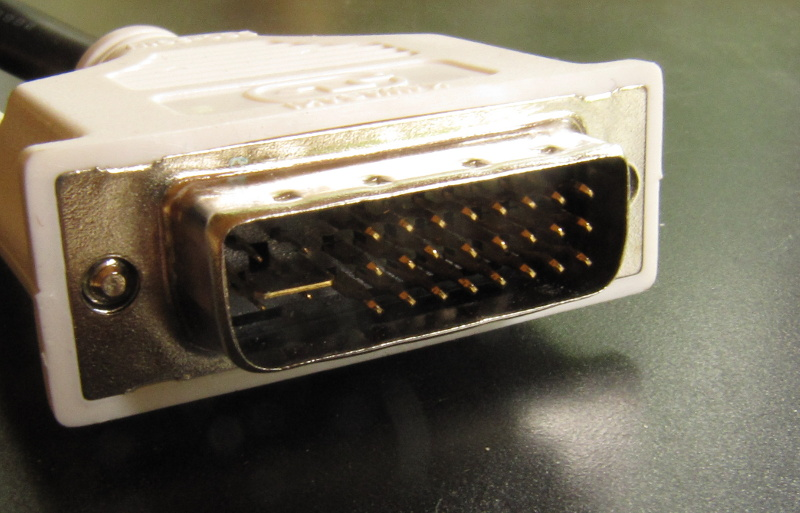
Prise DVI
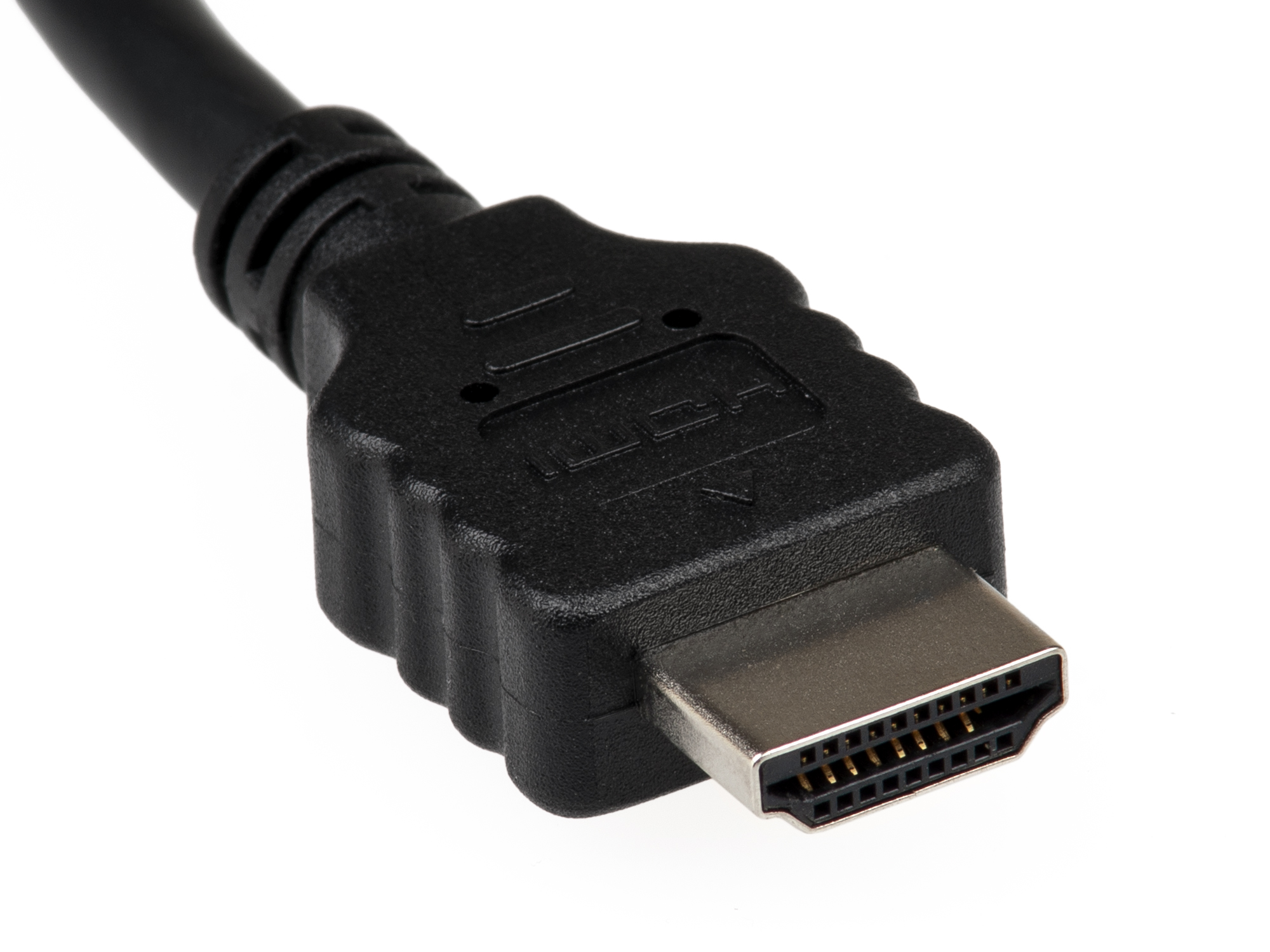
Connecteur HDMI
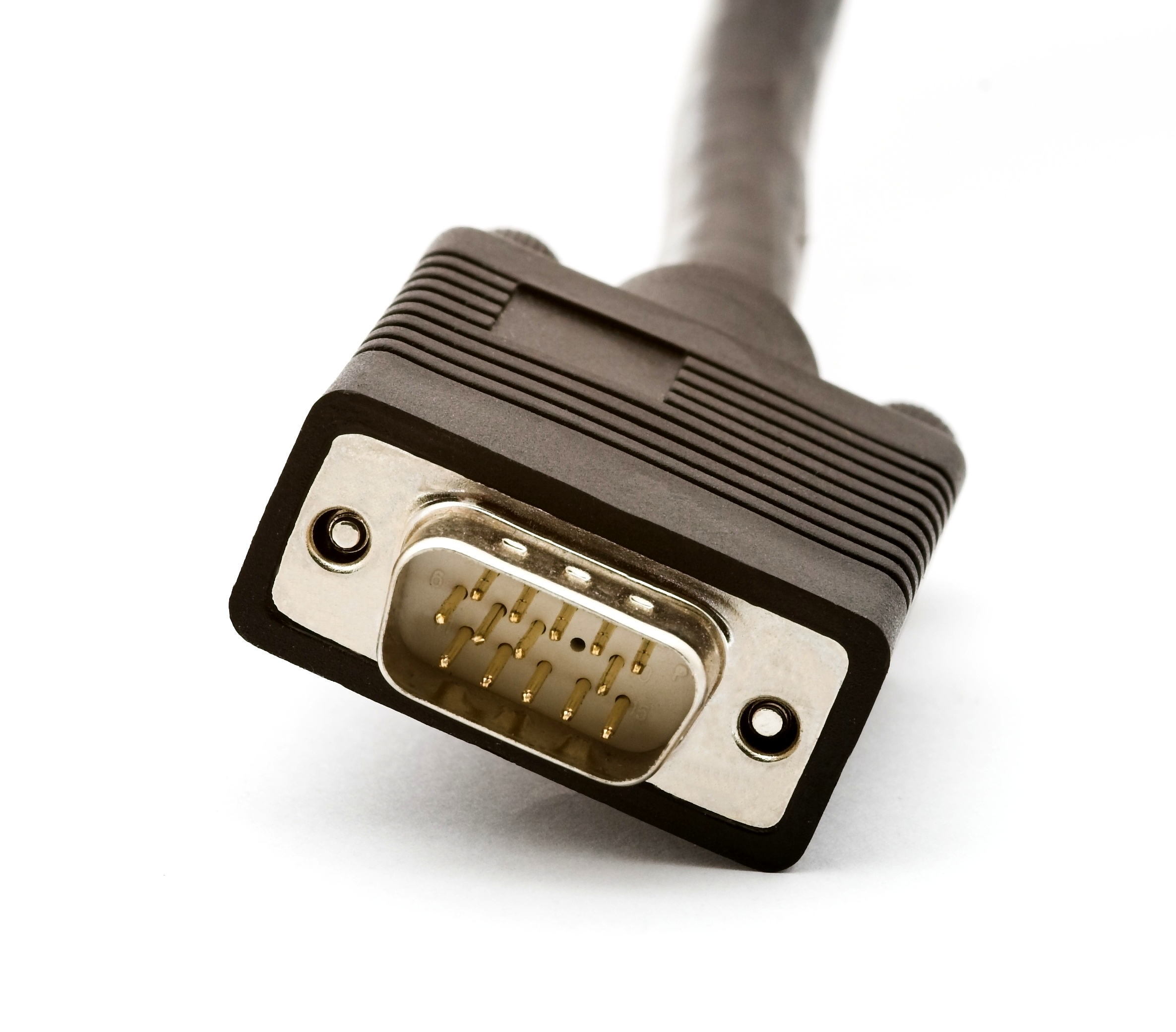
Prise VGA
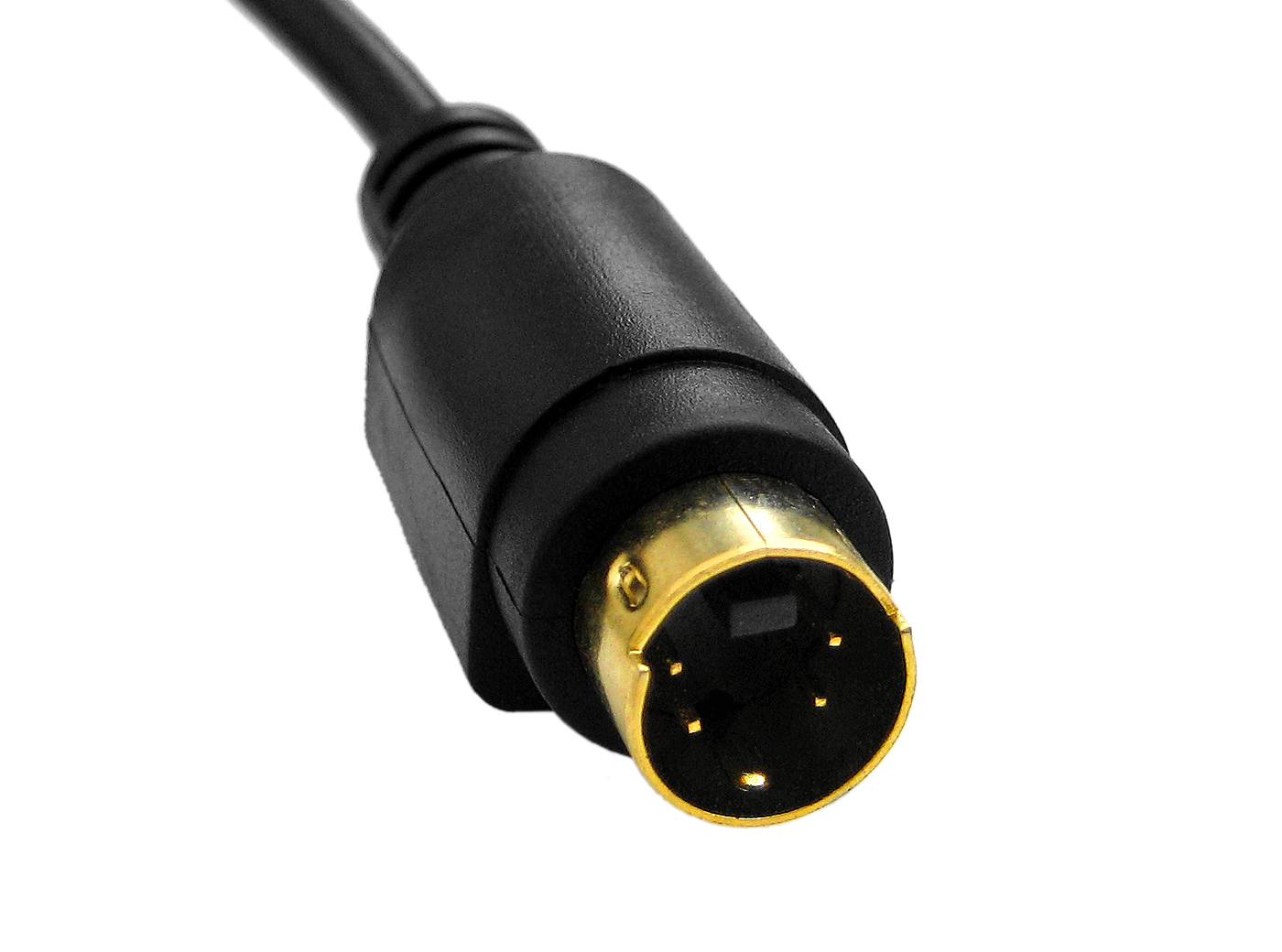
Prise S-Video

### Connecteurs de télécommunications
En téléphonie ont utilise deux types de connecteurs :
- la petite prise est une RJ11 standard européen actuel de connectique des téléphones;
- la grosse prise en T cette dernière était utilisée qu'en France jusqu'en 2003, et est encore très présente dans les habitations.

Pour les transmissions sur de longues distances ou pour atteindre des débits élevés, les fibres optiques remplacent les câbles électriques et sont associées à des connecteurs spécifiques :
- connecteur FC
- connecteur SC
- connecteur LC
- connecteur ST

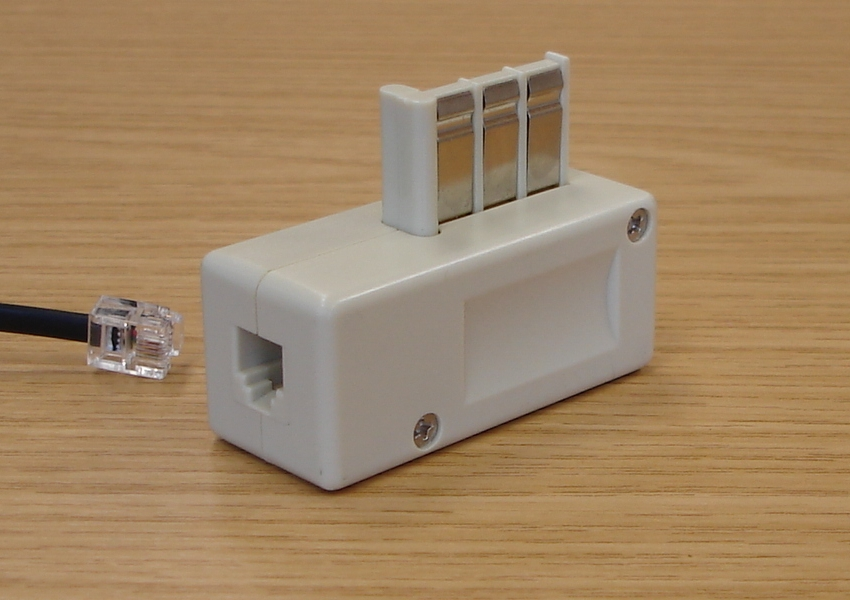
Connecteur RJ11 et son adaptateur ancienne norme française.
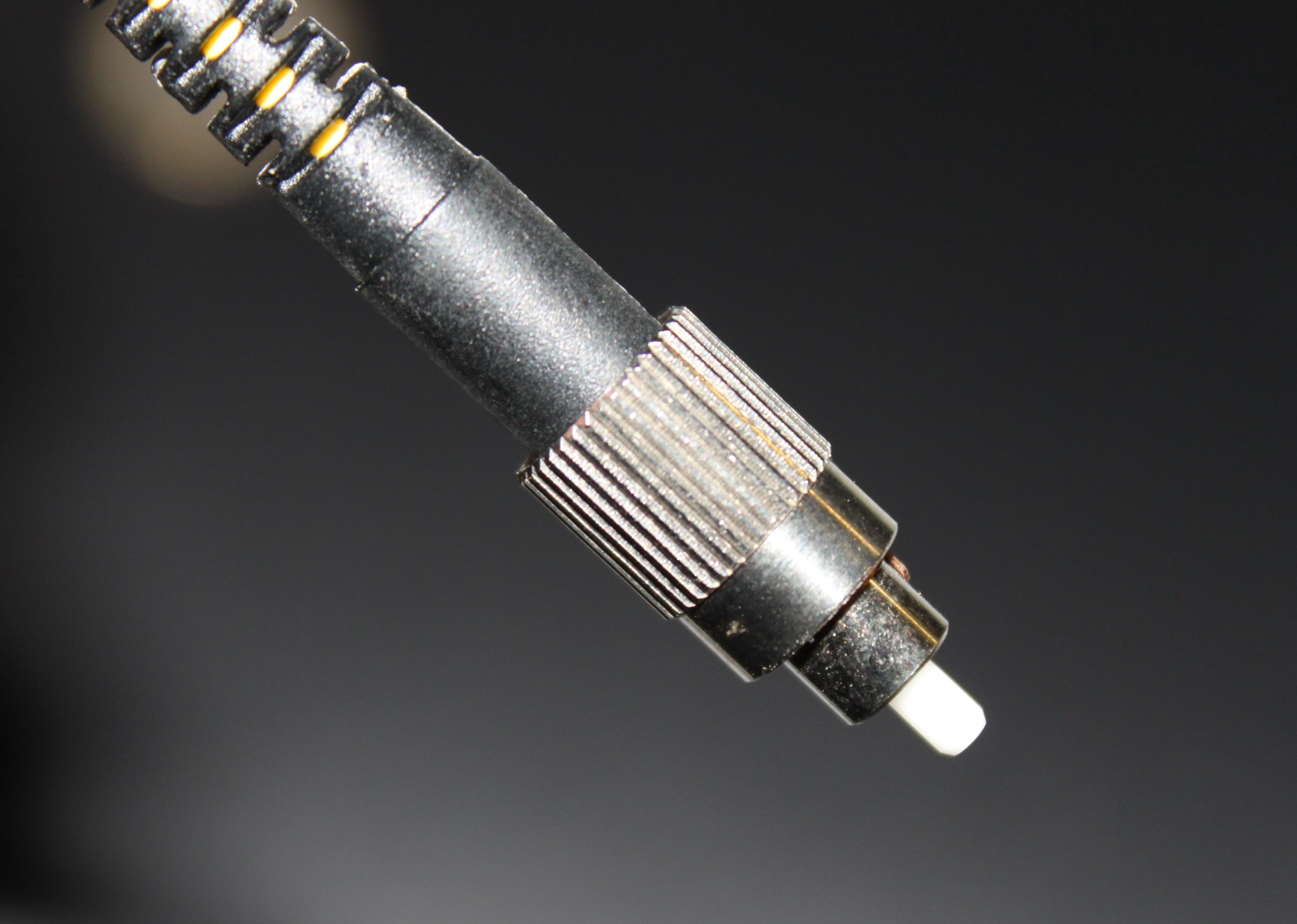
Connecteur FC
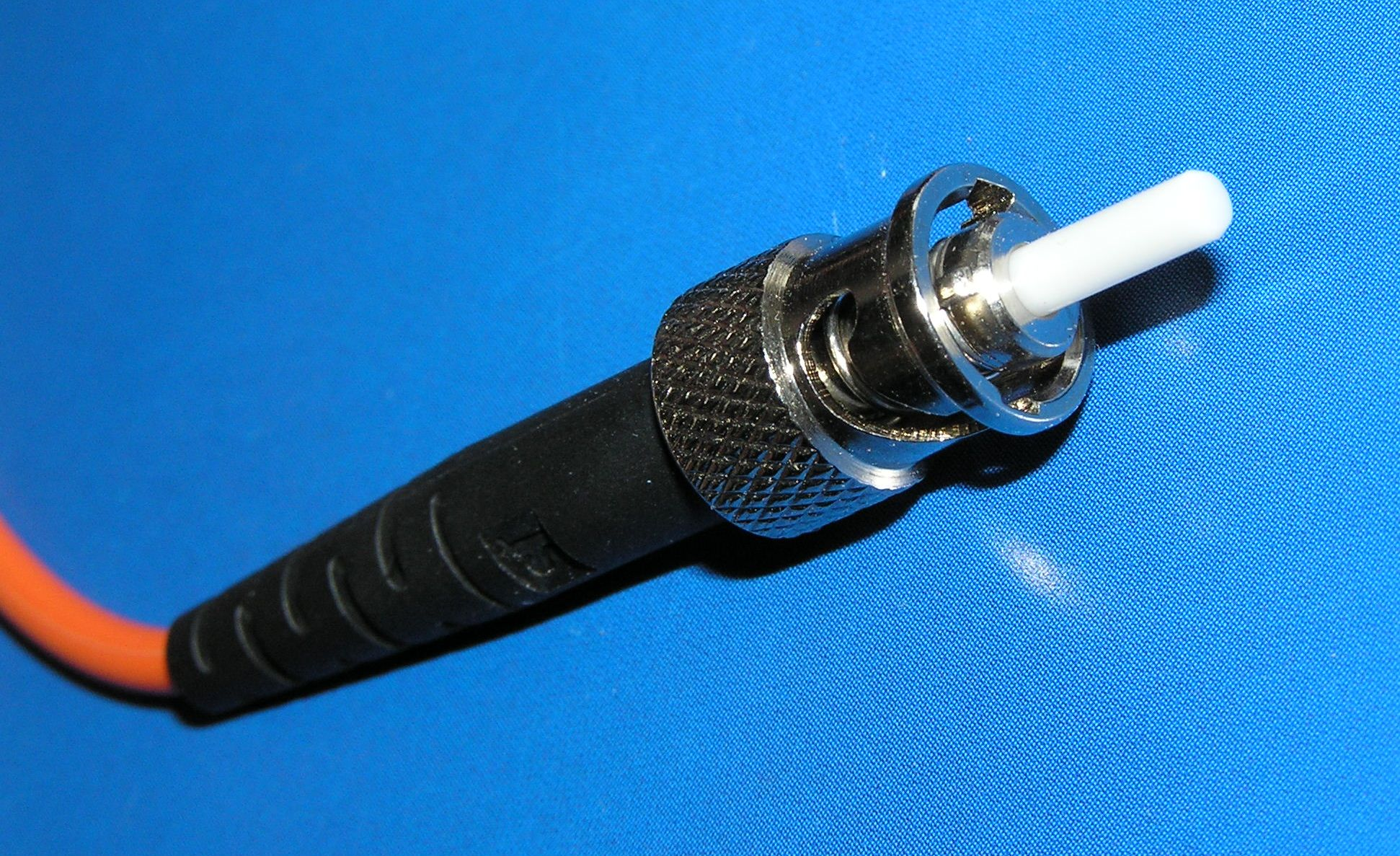
Connecteur ST
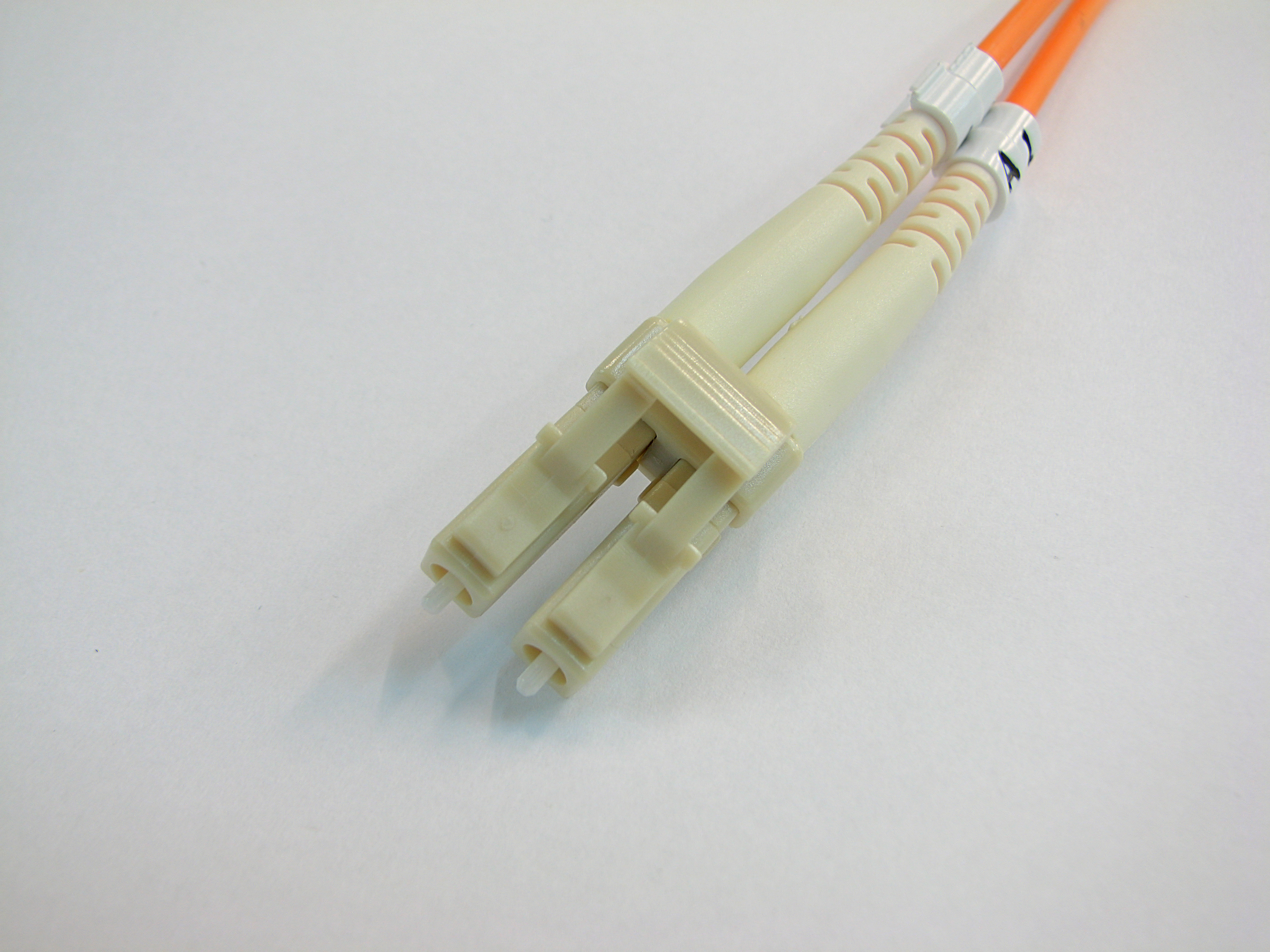
Connecteur LC

### Connectique industrielle
Le connecteur industriel ou d’électrotechnique est un type de connecteur pouvant tolérer de fortes contraintes électriques et mécaniques. Ces connecteurs sont utilisés dans le monde industriel dans de nombreuses installations comme les chaînes de production, les robots, les transports ou dans l'énergie. Ces connecteurs ont la particularité d'être extrêmement robustes et de tolérer de fortes tensions. Ils ont également une certaine raideur.
Bien qu'un certain nombre de professionnels utilisent une marque pour parler d'un connecteur (un Cannon, un Socapex, un LEMO (en), un Harting (de), un Musa (en), un Deutsch (en)…) cette dénomination est à bannir. En effet, même s'ils sont à l'origine d'un connecteur, les fabricants ont - pour assurer leur diffusion - transformé leurs spécifications en normes. Ainsi, les spécifications sont ouvertes aux autres fabricants et il existe quasiment toujours plusieurs fournisseurs pour un même modèle.
Autre abus de langage fréquent, utiliser le nom du protocole au lieu du nom du connecteur. Cet usage est également à proscrire car si l'application majoritaire d'un connecteur est de véhiculer un protocole informatique sur un protocole physique, on peut tout à fait utiliser ce même connecteur pour d'autres applications. Ainsi l'Attachment Unit Interface (AUI) est véhiculé sur un DA-15, mais ce même connecteur peut être utilisé sur un satellite ou dans un avion pour d'autres protocoles.
Il faut donc s'astreindre à utiliser une nomenclature claire pour parler d'un connecteur.
Cette nomenclature va la plupart du temps détailler cinq critères :
- la taille de l'enveloppe mécanique (le shell) ;
- le type de l'enveloppe mécanique : prise (plug) ou embase (socket) ;
- le nombre et l'arrangement des contacts ;
- le type de contacts : mâle (pins) ou femelle (socket) ;
- le détrompage (keying).

Les connecteurs utilisés en Europe occidentale sont pour la plupart issus de normes américaines aussi les tailles (de l'enveloppe mécanique, des contacts, de l'espacement entre contacts ou du pas de vis) sont des valeurs basées sur les unités de mesure américaines (en pouces). De même la taille des fils prévus pour entrer dans les contacts est exprimée en gauge. Par contre les connecteurs suivant les normes russes sont eux totalement en système métrique.
On peut distinguer deux grandes familles de connecteurs : les connecteurs circulaires et les connecteurs rectangulaires.

Connecteurs en télécommunication
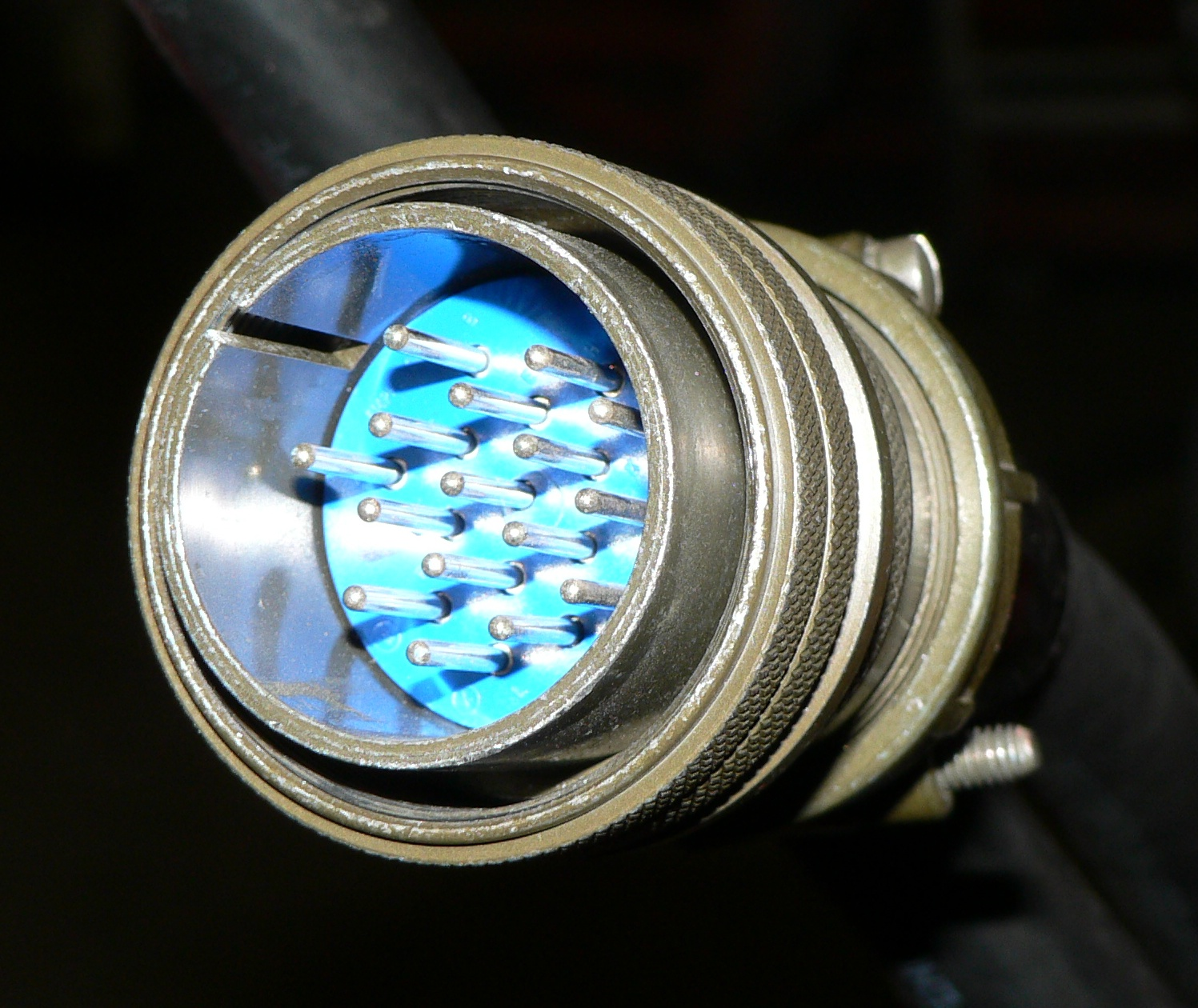
Connecteur MIL-DTL-38999 à 16 pins
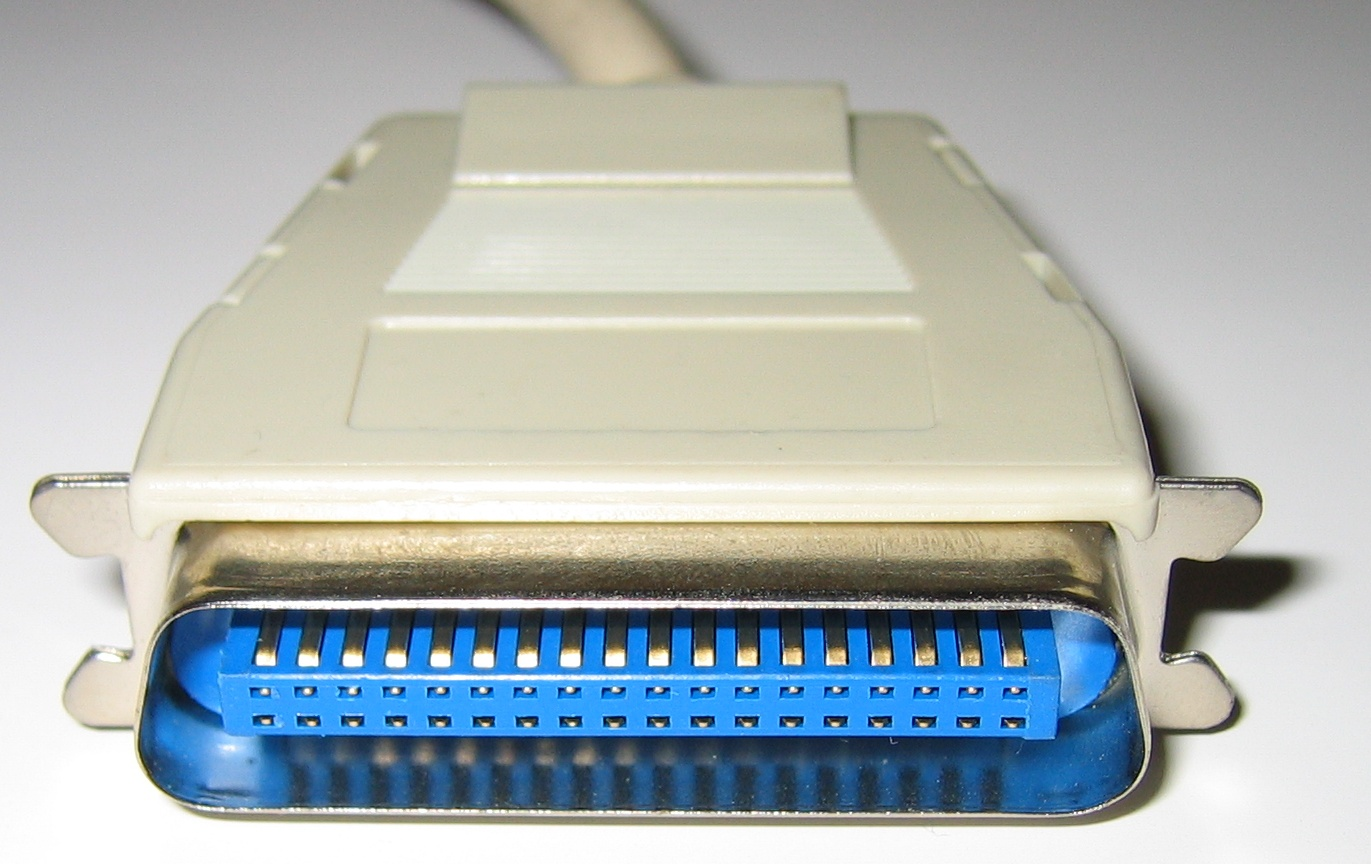
Connecteur Micro Ribbon à 36 pins

Les connecteurs circulaires ont la plupart du temps un verrouillage à vis ou à baïonnette mais il en existe également en verrouillage push-pull (connecteurs largables)
Exemples de connecteurs circulaires :
- Connecteurs MIL-DTL-38999
- Connecteurs MIL-DTL-26482
- Connecteurs DBAS (largables)
- Connecteurs BNC (Bayonet Neill-Concelman) et TNC (Threaded Neill-Concelman)

Les connecteurs rectangulaires (comprenant quelques modèles carrés) ont le plus souvent un verrouillage par des vis latérales ou par un clip latéral.
Exemples de connecteurs rectangulaires :
- Connecteurs Sub-D
- Connecteurs Mil DTL 55302
- Connecteurs DIN 43650 pour pilotage d'électrovannes
- Connecteur FRB pour fond de panier
- Connecteur Micro Ribbon (usage Centronics pour imprimante, GPIB…)

## Manufacturiers dans le monde et en France
La production de composants de connectique est un processus complexe qui nécessite de nombreuses opérations. Cela inclut notamment le prototypage, le décolletage et l’usinage des boîtiers et des contacts, la découpe fine et la frappe de bande de contacts, l'emboutissage de boîtiers, des traitements des surfaces métalliques, le moulage et surmoulage des isolants plastiques ou des boîtiers ainsi que des opérations d’assemblage final qui peuvent être manuelles, semi-automatiques ou automatiques.
Produit considéré comme un élément de sécurité, un connecteur se doit de répondre à des besoins de certification et de conformité aux réglementations, aussi, le contrôle qualité est une activité majeure pour les connecticiens.
Dans le monde, le marché de la connectique est principalement détenu par de grands groupes tels que TE Connectivity, Amphenol, Molex ou Foxconn.
En Europe, les entreprises de connectique sont souvent positionnées sur des marchés où la densité, le gain de poids et la miniaturisation sont essentiels comme c'est le cas pour l'aéronautique et la défense ou bien pour des applications industrielles caractéristiques.
Alors que la production à destination des équipements électroniques grand public a été largement délocalisée, le territoire français dénombre plus de 50 fabricants de connecteurs actifs, ce qui représente environ 8 000 emplois. Ces entreprises offrent principalement des produits tournés vers des spécialités qui demandent une technicité particulière. Les deux principaux acteurs français de ce secteur sont Radiall et Souriau. De nombreuses filiales de sociétés étrangères sont implantées en France afin de profiter du personnel qualifié et de ses compétences dans les domaines de l'électronique, de la plasturgie ou de la métallurgie. C'est le cas de Aptiv, de WAGO ou de Positronic.